# Xavier Delalande
Pour les articles homonymes, voir Delalande.
Xavier Delalande, né le 26 décembre 1942 à Lyon, est un cavalier et entraîneur français de saut d'obstacles. 

## Biographie
D'origine bordelaise, il a exercé sa carrière de cavalier professionnel en Yvelines près de Paris. 
Multiple performer en concours internationaux, membre de l'équipe de France de 1970 à 1976, il s'éloigne des concours internationaux à partir de 1977 pour se concentrer sur la formation et le coaching des cavaliers en France. 
En 1991, il prend la direction du Club hippique niortais à Niort en Poitou-Charentes où il peaufine sa méthode d'équitation par le rythme avec le métronome. 
En tant que instructeur-coach, il a aidé de nombreux élèves à obtenir une moisson de titres français et européens.
À noter que, parallèlement à son activité d'instructeur, il a débourré puis éduqué jusqu’à l’âge de sept ans l’étalon Barbarian, monté par Philippe Rozier aux Jeux olympiques de Sidney 2000.
De 2002 jusqu'en 2021, il a été entraîneur sélectionneur de l'équipe de France des vétérans.

## Palmarès cavalier
- 1970 médaille d'or aux championnats de France des chevaux de 4 ans avec Aurélia.
- 1972 médaille d'or aux championnats de France avec Sokofelt.

médaille d'or aux championnats de France des chevaux de 5 ans avec Bacchus.
- 1973 médaille d'argent aux championnats de France avec Sokofelt.
- 1974 médaille d'or aux championnats de France des chevaux de 6 ans avec Chichikoué.
- 1998 médaille d'or aux championnats de France des vétérans à Niort avec Casino II.
- 2003 médaille d'argent aux championnats de France des moniteurs à Lèges - Cap Ferret avec Fundiss

médaille d'argent aux championnats de France vétérans à Périgueux avec Fundiss.

## Palmarès sélectionneur équipe de France vétérans
- 2004 médaille d'or en individuel et par équipe aux championnats d'Europe à La Baule en France.
- 2006 médaille d'or par équipe aux championnats d'Europe à Karlsruhe en Allemagne.
- 2010 médaille d'or en individuel et par équipe aux championnats d'Europe à Berne en Suisse.
- 2021 médaille d'or en individuel et par équipe aux championnats d'Europe au Mans en France.

## Livres
- 2006 : L'Équitation par le rythme, Éditions Belin,  (ISBN 2701144167). L'auteur explique sa méthode équestre en utilisant le métronome, pour l'enseignant, pour le travail sur le plat et à l'obstacle.
- 2010 : Les Secrets de l'abord parfait, Éditions Ridercom,  (ISBN 9782918091028). Karine Cante a rassemblé eu sein d'un même ouvrage les propos de spécialistes sur la gestion de l'abord à l'obstacle. Xavier Delalande y décrit l'apport du métronome et de la musique pour maîtriser cet aspect technique.